# NATO中距離拡大防空システム管理機関
北大西洋条約機構中距離拡大防空システム管理機関（きたたいせいようじょうやくきこうちゅうきょりかくだいぼうくうシステムかんりきかん、英語：NATO Medium Extended Air Defense System Management Agency、略称：NAMEADSMA）は、アメリカ合衆国アラバマ州ハンツビルに本部を置く北大西洋条約機構の機関の一つ。1996年7月に設立され、旧式化したNATOパトリオットミサイルを更新するための統合軍事計画を執行することを目的とする。
更新計画にはアメリカ合衆国、イタリア共和国およびドイツ連邦共和国が参加しており、フランス共和国については計画から撤退している。